# Lauwersmeer
Lauwersmeer este o arie protejată (arie de protecție specială avifaunistică — SPA) din Țările de Jos întinsă pe o suprafață de 5.755 ha, integral pe uscat.

## Localizare
Centrul sitului Lauwersmeer este situat la coordonatele 53°21′38″N 6°12′11″E / 53.3605°N 6.2031°E.

## Înființare
Situl Lauwersmeer a fost declarat arie de protecție specială avifaunistică în martie 2000 pentru a proteja 40 de specii de animale.

## Biodiversitate
Situată în ecoregiunea atlantică, aria protejată nu include niciun habitat protejat.
La baza desemnării sitului se află mai multe specii protejate de  păsări (40): lăcar-de-rogoz (Acrocephalus schoenobaenus), rață sulițar (Anas acuta), rață lingurar (Anas clypeata), rață pitică (Anas crecca), rață fluierătoare (Anas penelope), rață mare (Anas platyrhynchos), rață pestriță (Anas strepera), gârliță mare (Anser albifrons), gâscă cenușie (Anser anser), gârliță mică (Anser erythropus), ciuf de câmp (Asio flammeus), rață-cu-cap-castaniu (Aythya ferina), rața moțată (Aythya fuligula), buhai de baltă (Botaurus stellaris), Branta leucopsis, Bucephala clangula, prundaș gulerat mare (Charadrius hiaticula), erete de stuf (Circus aeruginosus), erete cenușiu (Circus pygargus), Cygnus columbianus bewickii, lebădă de iarnă (Cygnus cygnus), lișiță (Fulica atra), codalb (Haliaeetus albicilla), sitar de mâl (Limosa limosa), grelușel-de-zăvoi (Locustella luscinioides), gușă albastră (Luscinia svecica), ferestraș mic (Mergus albellus), culic mare (Numenius arquata), cormoran mare (Phalacrocorax carbo), bătăuș (Philomachus pugnax), lopătar (Platalea leucorodia), ploier auriu (Pluvialis apricaria), corcodel mare (Podiceps cristatus), cresteț pestriț (Porzana porzana), ciocântors (Recurvirostra avosetta), mărăcinar (Saxicola rubetra), pescăriță mare (Sterna caspia), Sterna paradisaea, călifar alb (Tadorna tadorna), fluierar negru (Tringa erythropus)